# زاویه النحیله
زاویه النحیله (به فرانسوی: Zaouia Annahlia) یک منطقهٔ مسکونی در مراکش است که در استان شیشاوه واقع شده‌است. زاویه النحیله ۱۵٬۹۵۰ نفر جمعیت دارد.